# Dioscorea biformifolia
Dioscorea biformifolia là một loài thực vật có hoa trong họ Dioscoreaceae. Loài này được S.J.Pei & C.T.Ting mô tả khoa học đầu tiên năm 1976.